# Alvesta (comune)
Alvesta è un comune svedese, situato nella contea di Kronoberg, appartenente alla provincia storica dello Småland, vicino alla città di Växjö. Il suo capoluogo è la cittadina omonima.

## Località
Nel territorio comunale sono comprese le seguenti aree urbane (tätort):
| # | Località    | Popolazione |
| - | ----------- | ----------- |
| 1 | Alvesta     | 7.647       |
| 2 | Moheda      | 1.852       |
| 3 | Vislanda    | 1.773       |
| 4 | Grimslöv    | 638         |
| 5 | Torpsbruk   | 354         |
| 6 | Hjortsberga | 229         |

## Amministrazione

### Gemellaggi
- Helsinge
- Krasnystaw
- Turnov
- Lengede